# Oldenburgische Erdölgesellschaft
Die Oldenburgische Erdölgesellschaft m.b.H. (OEG) ist ein deutsches Unternehmen mit Sitz in Hannover. Sie hat das Ziel des Erwerbs und der Veräußerung von Berechtsamen und von Unternehmen, die auf die Gewinnung und den Vertrieb von Mineralien gerichtet sind, sowie der Erwerb von Anteilen an Gesellschaften verwandter Art.

## Geschichte
Sie wurde am 26. Februar 1929 in Oldenburg in das Handelsregister eingetragen.  Seit 1971 wird die Oldenburgische Erdölgesellschaft beim Amtsgericht Hannover im Handelsregister geführt. Die OEG verfügt über das Bergwerkseigentum im Kerngebiet des ehemaligen Großherzogtums Oldenburg (5.657 Quadratkilometer). Die Verleihung erfolgte noch nach Oldenburger Recht. Bis 1924 wurde das Bergwerkseigentum von der Hausfideikommissdirektion des Hauses Oldenburg verwaltet. Nach der Auflösung dieser Institution ging die Verwaltung des oldenburgischen Vermögens des Herzogs auf die Oldenburgische Landesbank über. Gesellschafter der OEG sind heute die Brigitta Erdgas und Erdöl GmbH, Hannover mit 66,66 Prozent der Gesellschafteranteile und die Mobil Erdgas-Erdöl GmbH, Hamburg mit 33,33 Prozent. Gesellschafter der Brigitta Erdgas und Erdöl GmbH, Hannover ist die Shell Verwaltungsgesellschaft für Erdgasbeteiligungen mbH, Hamburg zu 50 Prozent und die Esso Erdgas Beteiligungsgesellschaft mbH, Hamburg ebenfalls zu 50 Prozent.

## Aktivitäten
Durch direkte und indirekte Beteiligungen hält ExxonMobil zwei Drittel der OEG und die Royal Dutch/Shell Gruppe ein Drittel der OEG. Mobil Erdgas und BEB sind als Gesellschafter der Exxon Mobil Production Deutschland GmbH (EMPG) für Exploration, Bohrtätigkeit und Produktion verantwortlich.